# Лиса Гора. Історико-краєзнавчий нарис
«Лиса Гора. Історико-краєзнавчий нарис» Шитюк Микола Миколайович — історико-краєзнавчий нарис.

## Про книгу
На прикладі одного з найбільших сіл Півдня України Лисої Гори автор показує історичний процес від найдавніших часів до сьогодення, простежує долю відомих людей, що народилися в цьому регіоні.
Видання адресоване всім, хто цікавиться історією рідного краю.

## Зміст книги
| Галина Педченко. Знову думками лечу в Лису Гору                  |  | 5   |
| Слово до читача                                                  |  | 6   |
| Де гойдали степи ковилу                                          |  | 8   |
| Без землі і без долі                                             |  | 14  |
| Передгроззя                                                      |  | 21  |
| В грізні роки революції та громадянської війни                   |  | 28  |
| На шляху будівництва нового життя                                |  | 36  |
| Село в трагічні 30-ті роки XX століття                           |  | 60  |
| У полум'ї Великої Вітчизняної війни                              |  | 82  |
| Із руїн і згарищ. У перше повоєнне десятиліття                   |  | 104 |
| Соціально-економічний розвиток села в роки Хрущовської "відлиги" |  | 123 |
| Лиса Гора в 1965-1990 роках                                      |  | 129 |
| В роки проголошення незалежності української держави             |  | 141 |
| Етнографічні особливості села                                    |  | 147 |
| Знатні земляки-уроженці Лисої Гори                               |  | 154 |
| Епілог                                                           |  | 185 |